# Avec moi (Hu)
Avec moi è un singolo della cantante italiana Hu, pubblicato l'8 aprile 2022 come terzo estratto dal primo album in studio Numeri primi per l'etichetta Warner Music.